# 延德军
延德军，北宋时设置的军。
大观元年（1107年）以延德县改置，治所在通远县（今海南省乐东黎族自治县西南黄流、白沙之间）。政和元年（1111年）废。